# Trikātas pagasts
Trikātas pagasts er en territorial enhed i Beverīnas novads i Letland. Pagasten havde 1.051 indbyggere i 2010 og omfatter et areal på 113,10 kvadratkilometer. Hovedbyen i pagasten er Trikāta.